# 西川信廣
西川 信廣（にしかわ のぶひろ、1949年12月30日 - ）は、舞台演出家。劇団文学座所属。日本演出者協会理事。
東京都出身。法政大学経済学部中退。文学座附属演劇研究所16期。1981年に文学座の座員となる。1993年、芸術選奨新人賞演劇部門受賞。2009年より日本劇団協議会会長である。日本劇団協議会主催の「日本の劇」戯曲賞の最終選考委員も務める。

## 主な演出作品
- うそつきビリー
- スティーミング
- 明日も七時
- 馬かける男たち
- 野望と夏草
- 花
- オナー
- ベンゲット道路
- 十二人の怒れる男たち
- 北の阿修羅は生きているか
- 私はシャーリー・ヴァレンタイン
- ウィット
- 最果ての地より さらに遠く
- おーい、幾多郎
- 黒革の手帖
- マイ・フェア・レディ
- 阿修羅のごとく
- 六週間のダンスレッスン
- 殿様と私
- 定年ゴジラ
- さくら色　オカンの嫁入り
- 女は遊べ物語
- わが町
- 再びこの地を踏まずー野口英世物語
- 音楽劇・人形の家
- 夜の来訪者
- 昭和虞美人草
- 田園・１９６８